# Hearts of Oak - Asante Kotoko en football
La rivalité entre les Hearts of Oak et le Asante Kotoko, également connue sous le nom de Hearts-Kotoko, se réfère à l'antagonisme entre les deux clubs de football principaux des villes d'Accra, les Hearts of Oak créé en 1911, et de Kumasi, le Asante Kotoko Kumasi créé en 1935. Les deux clubs sont respectivement basés dans les chefs-lieux de la région du Grand Accra et de la région Ashanti. Ce sont les deux plus grandes villes du Ghana et distantes de 200 km.

## Histoire

### Origines de la rivalité
Fondé en 1911, Hearts of Oak est l'un des clubs africains les plus anciens encore en activité. Ce club rayonne d’abord dans le championnat local et à la suite de l'indépendance du pays, le championnat national est créé en 1958. Le club se déplace à Kumasi et trouve un adversaire de son rang avec les Asante Kotoko. La rivalité sportive née ce jour-là et s'accentue dès les deux premières éditions du championnat que chaque club remporte une fois.

### La tragédie du 9 mai 2001
Le 9 mai 2001 se tient la rencontre entre les deux équipes au Accra Sports Stadium. Les Hearts of Oak gagnent sur le score de deux buts à un avec un arbitrage suspect et les supporters de l'Asante Kotoko décident de manifester leur mécontentement en utilisant des engins pyrotechniques. La police disperse la foule à l'aide de gaz lacrymogène et une bousculade fait cent vingt-sept morts et de nombreux blessés. En mémoire de ce drame, le stade depuis reconstruit est baptisé Ohene Djan Stadium et une statue est présente sur le parvis l’enceinte.

### Coupe de la confédération 2004
Les deux clubs rentrent dans l'Histoire en devenant les acteurs de la première finale de compétition inter-club africaine avec les représentants d'un même pays. La Coupe de la confédération 2004 se joue en finale aller-retour et ne se dispute qu'en janvier 2005 du fait d'élection politiques au Ghana en 2004.
Les Hearts perdent à domicile lors du match aller jusqu'à une égalisation à 1 - 1 dans les arrêts de jeu. Au match retour, Kotoko mène de nouveau un but à zéro jusqu'à une égalisation à un quart d'heure du terme de la rencontre. La séance de tirs au but se termine après dix-huit tentatives et voit la victoire de l'équipe d'Accra sur un score de huit tirs au but à sept.

## Confrontations

### Championnat
| Date              | Compétition      | Rencontre       | Rés.  | Buteur(s) pour Hearts | Buteur(s) pour Kotoko | Spectateurs | Réf.     |
| ----------------- | ---------------- | --------------- | ----- | --------------------- | --------------------- | ----------- | -------- |
| 1987              | D1 1987 (finale) | Kotoko - Hearts | 2 - 0 |                       |                       |             |          |
| 19 avril 1997     | D1 1998 (J13)    | Hearts - Kotoko | 1 - 1 |                       |                       |             | [ m 1 ]  |
| 4 octobre 1998    | D1 1998 (J26)    | Kotoko - Hearts | 2 - 2 |                       |                       |             | [ m 1 ]  |
| 30 mai 1999       | D1 1999 (J15)    | Kotoko - Hearts | 0 - 1 |                       |                       |             | [ m 2 ]  |
| 3 octobre 1999    | D1 1999 (J30)    | Hearts - Kotoko | 2 - 0 |                       |                       |             | [ m 2 ]  |
| 15 mars 2000      | D1 2000 (J2)     | Hearts - Kotoko | 4 - 0 |                       |                       |             | [ m 3 ]  |
| 16 juillet 2000   | D1 2000 (J17)    | Kotoko - Hearts | 1 - 1 |                       |                       |             | [ m 3 ]  |
| 9 mai 2001        | D1 2001 (J4)     | Hearts - Kotoko | 2 - 1 |                       |                       |             | [ m 4 ]  |
| 16 septembre 2001 | D1 2001 (J19)    | Kotoko - Hearts | 2 - 0 |                       |                       |             | [ m 4 ]  |
| 23 juin 2002      | D1 2002 (J15)    | Kotoko - Hearts | 1 - 1 |                       |                       |             | [ m 5 ]  |
| 21 juillet 2002   | D1 2002 (J16)    | Hearts - Kotoko | 3 - 0 |                       |                       |             | [ m 5 ]  |
| 10 août 2003      | D1 2003 (J13)    | Kotoko - Hearts | 0 - 0 |                       |                       |             | [ m 6 ]  |
| 31 août 2003      | D1 2003 (J18)    | Hearts - Kotoko | 1 - 1 |                       |                       |             | [ m 6 ]  |
| 3 avril 2005      | D1 2004 (finale) | Hearts - Kotoko | 1 - 0 | Tagoe 76e             | -                     | 40 000      | [ m 7 ]  |
| 15 mai 2005       | D1 2005 (J6)     | Kotoko - Hearts | 3 - 1 |                       |                       |             | [ m 8 ]  |
| 2 octobre 2005    | D1 2005 (J25)    | Hearts - Kotoko | 1 - 1 | Adjah-Tetteh          | Arhin Duah 45e        |             | [ m 8 ]  |
| 24 décembre 2006  | D1 2007 (J15)    | Kotoko - Hearts | 0 - 1 |                       |                       |             | [ m 9 ]  |
| 7 janvier 2007    | D1 2007 (J16)    | Hearts - Kotoko | 3 - 1 |                       |                       |             | [ m 9 ]  |
| 9 mars 2008       | D1 2008 (J12)    | Hearts - Kotoko | 0 - 0 |                       |                       |             | [ m 10 ] |
| 25 mai 2008       | D1 2008 (J19)    | Kotoko - Hearts | 3 - 3 |                       |                       |             | [ m 10 ] |
| 8 février 2009    | D1 2009 (J9)     | Kotoko - Hearts | 1 - 2 |                       |                       |             | [ m 11 ] |
| 14 juin 2009      | D1 2009 (J22)    | Hearts - Kotoko | 0 - 1 |                       |                       |             | [ m 12 ] |
| 13 décembre 2009  | D1 2010 (J9)     | Hearts - Kotoko | 1 - 0 |                       |                       |             | [ m 13 ] |
| 14 mars 2010      | D1 2010 (J22)    | Kotoko - Hearts | 0 - 1 |                       |                       |             | [ m 14 ] |
| 31 octobre 2010   | D1 2011 (J9)     | Kotoko - Hearts | 0 - 1 |                       |                       |             | [ m 15 ] |
| 20 mars 2011      | D1 2011 (J22)    | Hearts - Kotoko | 0 - 2 |                       |                       |             | [ m 16 ] |

- Victoire des Hearts of Oak
- Victoire de Kotoko

### Autres compétitions
| Date             | Compétition                                    | Rencontre       | Rés.                 | Buteur(s) pour Hearts | Buteur(s) pour Kotoko | Spectateurs | Réf.     |
| ---------------- | ---------------------------------------------- | --------------- | -------------------- | --------------------- | --------------------- | ----------- | -------- |
| 1958             | Coupe du Ghana 1958 (finale)                   | Kotoko - Hearts | 2 - 0                |                       |                       |             |          |
| 1960             | Coupe du Ghana 1960 (finale)                   | Kotoko - Hearts | n.c.                 |                       |                       |             |          |
| 1976             | Ghana Telecom Gala 1976 (finale)               | Kotoko - Hearts | 0 - 1                |                       |                       |             | [ m 17 ] |
| 1990             | Coupe du Ghana 1990 (finale)                   | Kotoko - Hearts | 4 - 2                |                       |                       |             |          |
| Janvier 1999     | Supercoupe du Ghana 1998                       | Kotoko - Hearts | 1 - 2                |                       |                       |             | [ m 1 ]  |
| 2001             | Ghana Telecom Gala 2001 (finale)               | Kotoko - Hearts | 1 - 0                |                       |                       |             | [ m 17 ] |
| 14 novembre 2001 | Coupe du Ghana 2001 (1/4 f)                    | Kotoko - Hearts | 1 - 0                |                       |                       |             | [ m 4 ]  |
| 1er février 2004 | Coupe Coca-Cola Top 4 2004 (J3)                | Hearts - Kotoko | 1 - 1                | Dong-Bortey 74e       | F.Osei 16e            |             | [ m 7 ]  |
| 15 février 2004  | Coupe Coca-Cola Top 4 2004 (J6)                | Kotoko - Hearts | 2 - 1                | Abdul Samad           | F.Osei                |             | [ m 7 ]  |
| 2 janvier 2005   | Coupe de la confédération 2004 (finale aller)  | Hearts - Kotoko | 1 - 1                | Agyemang 90e          | M. Osei 61e           |             | [ m 18 ] |
| 9 janvier 2005   | Coupe de la confédération 2004 (finale retour) | Kotoko - Hearts | 1 - 1 a.p. (7-8 tab) | Adjah-Tetteh 81e      | Taylor 53e            |             | [ m 18 ] |
| 1er juillet 2005 | Coupe annuelle du jour de la république 2005   | Hearts - Kotoko | 0 - 1                | -                     | Yamoah 83e            |             | [ m 8 ]  |
| 5 août 2005      | Trophée Asare                                  | Hearts - Kotoko |                      |                       |                       |             | [ m 8 ]  |
| 12 août 2005     | Trophée Asare                                  | Kotoko - Hearts |                      |                       |                       |             | [ m 8 ]  |
| 9 avril 2006     | Coupe Coca-Cola Top 4 2006 (J3)                | Hearts - Kotoko | 1 - 1                |                       |                       |             | [ m 19 ] |
| 14 mai 2006      | Coupe Coca-Cola Top 4 2006 (J6)                | Kotoko - Hearts | 1 - 1                |                       |                       |             | [ m 19 ] |
| 28 mai 2006      | Coupe de la Ligue 2006 (finale)                | Kotoko - Hearts | 0 - 1                | Gawu 66e              | -                     |             | [ m 19 ] |
| 3 juin 2007      | Coupe Coca-Cola Top 4 2007 (J2)                | Hearts - Kotoko | 1 - 3                |                       |                       |             | [ m 9 ]  |
| 24 juin 2007     | Coupe Coca-Cola Top 4 2007 (J6)                | Kotoko - Hearts | 0 - 1                |                       |                       |             | [ m 9 ]  |

- Victoire des Hearts of Oak
- Victoire de Kotoko

## Statistiques
|                                         | Match | Victoire de Hearts | Match nul | Victoire de Kotoko | Nb. de buts Hearts | Nb. de buts Kotoko |
| --------------------------------------- | ----- | ------------------ | --------- | ------------------ | ------------------ | ------------------ |
| Championnat                             |       |                    |           |                    |                    |                    |
| Coupe                                   |       |                    |           |                    |                    |                    |
| Coupe de la confédération               |       |                    |           |                    |                    |                    |
| Supercoupe                              | 1     | 1                  | -         | 0                  | 2                  | 1                  |
| Ghana Telecom Gala                      |       |                    |           |                    |                    |                    |
| Coupe Coca-Cola Top 4                   | 6     | 1                  | 3         | 2                  | 6                  | 8                  |
| Coupe annuelle du jour de la république | 1     | 0                  | -         | 1                  | 0                  | 1                  |
| Coupe de la Ligue                       | 1     | 1                  | -         | 0                  | 1                  | 0                  |
| Trophée Asare                           | 2     |                    |           |                    |                    |                    |

## Palmarès
| Club          | Championnat | Coupe | Supercoupe de la CAF | Ligue des champions | Coupe de la confédération | Supercoupe du Ghana | Ghana Telecom Gala | Coupe SWAG | Coupe Coca-Cola Top 4 | Coupe annuelle du jour de la république |
| ------------- | ----------- | ----- | -------------------- | ------------------- | ------------------------- | ------------------- | ------------------ | ---------- | --------------------- | --------------------------------------- |
| Asante Kotoko | 21          | 8     | 0                    | 2                   | 0                         | 0                   | 3                  | 13         | 2                     | 2                                       |
| Hearts of Oak | 19          | 9     | 1                    | 1                   | 1                         | 1                   | 4                  | 7          | 2                     | 1                                       |

Parmi ces titres, certains sont acquis contre le rival. En confrontation directe lors d'une finale ou en confrontation indirecte par le biais d'une place de champion et du rival vice-champion.
- Titres acquis par l'Asante Kotoko aux dépens des Hearts of Oak : 
  - Championnat (10) : 1964, 1965, 1968, 1981, 1987, 1990[1], 1991[2], 1992[3], 2003[4], 2005[5].
  - Coupe (3) : 1958, 1960, 1990.
  - Ghana Telecom Gala (1) : 2001
  - Coupe annuelle du jour de la république (1) : 2005
- Titres acquis par les Hearts of Oak aux dépens de l'Asante Kotoko : 
  - Coupe de la confédération (1) : 2004.
  - Championnat (9) : 1962, 1979, 1985, 1998[6], 2001[7], 2002[8], 2004[9], 2009[10].
  - Supercoupe (1) : 1998
  - Ghana Telecom Gala (1) : 1976
  - Coupe de la Ligue (1) : 2006
  - Coupe Coca-Cola Top 4 (1) : 2006

## Navigation

#### Histoire
- Asante Kotoko - Hearts of Oak sur fr.fifa.com

#### Tables finales
- (en) Liste des champions et liens vers chaque édition du championnat sur www.rsssf.com
- (en) Liste et détails des vainqueurs de coupes organisées au Ghana sur www.rsssf.com